# Park Ha-na
Park Ha-na (박하나?; Gangneung, 14 settembre 1990) è un'ex cestista sudcoreana.

## Carriera
Con la Corea del Sud ha disputato i Campionati mondiali del 2018.